# 13a edició dels Premis Sant Jordi de Cinematografia
La 13a edició dels Premis Sant Jordi de Cinematografia (aleshores oficialment Premios San Jorge) va tenir lloc el 23 d'abril de 1969, patrocinada pel "Cine Forum" de RNE a Barcelona dirigit per Esteve Bassols Montserrat i Jordi Torras i Comamala. La llista de premiats es va fer pública el 10 d'abril.
L'entrega va tenir lloc al Cine Astoria de Barcelona i fou presentada per Luis del Olmo com a mestre de cerimònies. Hi van estar presents Manuel Ortiz, delegat del Ministeri d'Informació i Turisme, Esteve Bassols com a delegat del Servei de Règim Interior i Relacions Públiques de l'Ajuntament de Barcelona, Jorge Arandes com a director de RNR i TVE a Catalunya, i els crítics Joan Munsó i Cabús i Jordi Torras. Després de l'entrega es va projectar la pel·lícula Poté tin kyriaki, dirigida per Jules Dassin i protagonitzada per Melina Merkuri.

## Premis Sant Jordi
| Categoria                         | Premiat                             | Labor premiada |
| --------------------------------- | ----------------------------------- | --- |
| Millor pel·lícula espanyola       | Las Vegas, 500 millones             | Pel·lícula |
| Millor pel·lícula estrenada       | En la calor de la nit               | Norman Jewison |
| Millor interpretació espanyola    | Esperanza Roy                       | Si volvemos a vernos                                                                                                 |
| Millor interpretació              | Rod Steiger                         | En la calor de la nit Estimats difunts No Way to Treat a Lady                                                        |
| Millor curtmetratge               | Il signor Rossi compra l'automobile | Bruno Bozzetto |
| Millor pel·lícula infantil        | El llibre de la selva               | Wolfgang Reitherman                                                                                                  |
| Millor sala de Barcelona          | Cine Astoria                        | - |
| Millor Cine Club de Catalunya     | Cine Club Manresa                   | - |
| Millor sala especial de Barcelona | Cine Arcadia                        | - |
| Premi Especial del Jurat          | Televisió Espanyola                 | Per la seva tasca de difusió a través dels programes CineClub, Filmoteca TV, Medio siglo de imagen i Sesión de noche |